# 灰鞘粉条儿菜
灰鞘粉条儿菜（学名：Aletris cinerascens）为百合科粉条儿菜属下的一个种。